# Траурно какаду
Траурно какаду (Zanda funerea) е вид птица от семейство Какадута (Cacatuidae). Видът е незастрашен от изчезване.

## Разпространение
Разпространен е в Австралия.